# طبق قامه

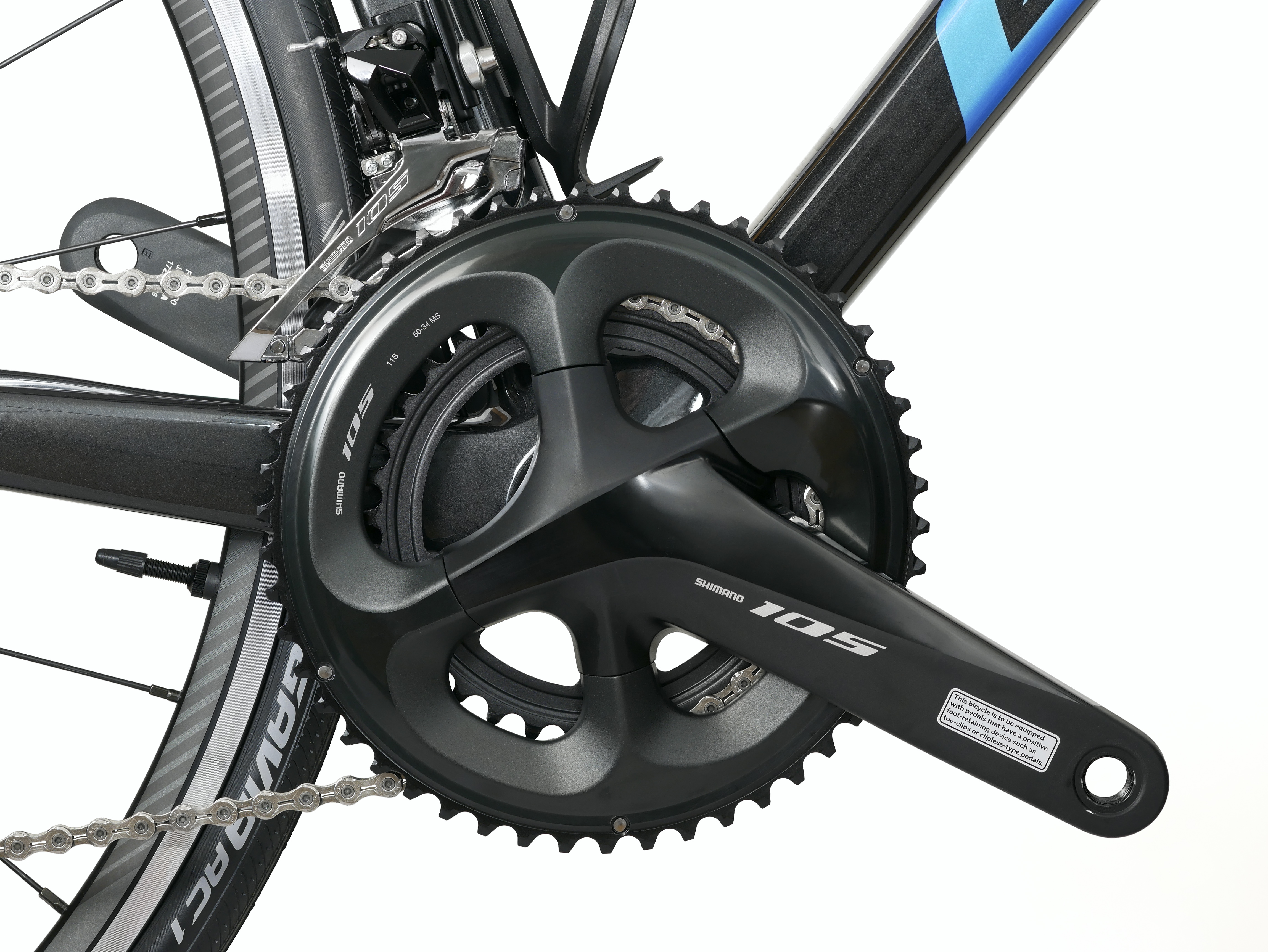
نمونه طبق‌قامه دوچرخه جاده

طَبَق‌قامه (به انگلیسی: Crankset) در دوچرخه، وسیله‌ای است که رکاب روی آن سوار می‌شود و به‌وسیله آن چرخ‌دنده‌های عقب به حرکت درمی‌آیند.
طبق‌قامه شامل چرخ‌دنده‌های جلویی و بازوهایی است که با نام قامه شناخته می‌شوند. طبق‌قامه به وسیله زنجیر به خودرو عقب دوچرخه متصل می‌شود و حرکت چرخشی طبق قامه باعث حرکت چرخ عقب و در نتیجه حرکت دوچرخه می‌شود. طبق‌قامه‌ها می‌توانند دارای یک یا دو یا سه چرخ‌دنده باشند که با تغییر مسیر زنجیر دوچرخه به روی چرخ‌دنده‌های مختلف دنده دوچرخه در جلو تعویض می‌شود. چرخ‌دنده‌های دوچرخه در جلو دوچرخه در ایران با نام سینی طبق شناخته می‌شود و عمل تعویض دنده را طبق عوض کن یا همان دنده جلو را انجام می‌دهد. جنس طبق قامه‌ها می‌تواند از فولاد، آلمینیوم و همچنین فیبرکربن باشد.
سه نوع طبق‌قامه وجود دارد: طبق‌قامه سه‌سرعته، طبق‌قامه دو صفحه و طبق‌قامه‌های تک‌سینی. طبق‌قامه‌های سه‌سرعته معمولاً دارای ۴۲، ۴۴ و ۴۸ دندانه هستند. طبق‌قامه‌های بزرگتر با دندانه‌های بیشتر به شما امکان می‌دهند تا سریع‌تر رکاب بزنید، اما ممکن است به تلاش بیشتری نیاز داشته باشند.
طبق‌قامه‌های بدون خار با یک پیچ به محور متصل می‌شوند و نه با یک خار.

## قامه‌کش
قامه‌کش آچاری است که برای جدا کردن طبق‌قامه‌ها از محور دوچرخه استفاده می‌شود.
این ابزار به‌طور خاص برای طبق‌قامه‌هایی طراحی شده که به صورت چهارگوش به محور متصل می‌شوند. این نوع اتصال در دوچرخه‌های قدیمی‌تر و برخی از دوچرخه‌های جدیدتر یافت می‌شود.

## طبق‌عوض‌کن
طبق‌عوض‌کن جلو در دوچرخه یک سازوکار است که زنجیر را بین چرخ دنده‌های مختلف (دنده‌های دندانه‌دار متصل به قامه) در جلوی دوچرخه تغییر می‌دهد. این به دوچرخه‌سوار اجازه می‌دهد تا نسبت دنده را تنظیم کند و بسته به زمین و شرایط دوچرخه‌سواری، دنده‌های آسان‌تر یا سخت‌تر را انتخاب کند.
تنظیم صحیح طبق‌عوض‌کن جلو برای تعویض دنده روان و قابل اعتماد بسیار مهم است. این شامل تنظیم پیچ‌های محدود (برای جلوگیری از افتادن زنجیر از روی چرخ دنده‌ها) و تنظیم کشش کابل است.
نحوه کار به این صورت است:
1. اهرم دنده: دوچرخه‌سوار با استفاده از یک اهرم دنده، که معمولاً در سمت چپ فرمان قرار دارد، طبق‌عوض‌کن جلو را فعال می‌کند.
2. کشش کابل: اهرم دنده یک کابل متصل به طبق‌عوض‌کن را می‌کشد.
3. حرکت حفاظ: کشیدن کابل باعث می‌شود حفاظ طبق‌عوض‌کن (بخشی که زنجیر را نگه می‌دارد) به طرفین حرکت کند.
4. جابجایی زنجیر: با حرکت قفس، زنجیر را به سمت یک چرخ‌دنده دیگر هل می‌دهد یا هدایت می‌کند و به‌طور مؤثر دنده را تغییر می‌دهد.

انواع طبق‌عوض‌کن‌های جلو:
انواع مختلفی از طبق‌عوض‌کن‌های جلو وجود دارد، اما دو نوع رایج عبارتند از:
- چرخش بالا: حفاظ از بالای بدنه طبق‌عوض‌کن می‌چرخد.
- چرخش پایین: حفاظ از پایین بدنه طبق‌عوض‌کن می‌چرخد.

نوع طبق‌عوض‌کن جلویی مورد استفاده به طراحی چارچوب و مسیریابی کابل دوچرخه بستگی دارد.